# Seznam krajev Unescove svetovne dediščine v Braziliji
Organizacija Združenih narodov za izobraževanje, znanost in kulturo (UNESCO) je pomembna za kulturno ali naravno dediščino, kot je opisano v Unescovi konvenciji o svetovni dediščini, ustanovljeni leta 1972. Kulturno dediščino sestavljajo spomeniki (kot so arhitekturna dela, monumentalne skulpture ali napisi), skupine stavb in najdišča (vključno z arheološkimi najdišči). Naravne značilnosti (ki jih sestavljajo fizične in biološke formacije), geološke in fiziografske formacije (vključno s habitati ogroženih vrst živali in rastlin) ter naravna območja, ki so pomembna z vidika znanosti, ohranjanja ali naravne lepote, so opredeljena kot naravna dediščina. Brazilija je konvencijo sprejela 1. septembra 1977, zaradi česar so njena območja upravičena do vključitve na seznam.
V Braziliji je 23 območij svetovne dediščine in nadaljnjih 23 območij na njenem poskusnem seznamu. Prvo območje v Braziliji, staro mestno jedro Ouro Preto, je bilo vpisano na seznam na 4. zasedanju Odbora za svetovno dediščino, ki je potekalo v Parizu v Franciji leta 1980. Najnovejše območje, Narodni park Cavernas do Peruaçu, je bilo vpisano leta 2025. Med 25 kraji jih je 15 navedenih zaradi njihovega kulturnega pomena. Devet območij je navedenih zaradi njihovega naravnega pomena, eno območje, Paraty in Ilha Grande – kultura in biotska raznovrstnost, pa je navedeno za obe. Eno mesto je transnacionalno: jezuitski misijoni za Gvaranijce si deli z Argentino. Od leta 1999 do 2001 je bil narodni park Iguasu uvrščen med ogrožene zaradi nezakonito odprte ceste skozi park, jezov na reki in helikopterskih letov. Brazilija je štirikrat sodelovala v Odboru za svetovno dediščino.

## Kraji svetovne dediščine
UNESCO opredeljuje deset kriterijev za uvrstitev na seznam svetovne dediščine. Vsak kraj mora ustrezati vsaj enemu kriteriju. Kriteriji od I do VI se nanašajo na kraje kulturne dediščine, od VII do x pa na naravno.
| Kraj | Slika | Lokacija                        | Leto uvrstitve na seznam | Unescova referenca in kriteriji | Opis |
| --- | --- | ------------------------------- | ------------------------ | ------------------------------- | --- |
| Staro mestno jedro Ouro Preto | Two-storied white buildings with red roof tiles lining a square. At the end of the square there is a prominent building with a clock tower. | Minas Gerais                    | 1980                     | 124; i, iii (kulturno)          | Ouro Preto, dobesedno 'črno zlato', je bilo središče brazilske zlate mrzlice v 18. stoletju. Bilo je tudi središče Inconfidência Mineira, brazilskega gibanja za neodvisnost leta 1789. Zaloge zlata so se izčrpale v 19. stoletju in mestu je upadel pomen, kar je pomagalo pri ohranjanju njegovih zgodovinskih stavb in urbanega tkiva. Obstajajo številne baročne cerkve, okrašene z umetninami Aleijadinha, najvidnejšega kiparja in arhitekta kolonialne Brazilije, in stropne poslikave Manoela da Costa Ataídeja. |
| Staro mestno jedro Olinda | White stone church with red tile roof near the sea, photo from above                                                                        | Pernambuco                      | 1982                     | 189; ii, iv (kulturno)          | Mesto Olinda so leta 1535 ustanovili Portugalci in je bila eno od središč industrije sladkornega trsa, ki je bila več stoletij ena ključnih industrij v Braziliji. Potem ko so ga v 17. stoletju izropali Nizozemci, so ga obnovili in večina današnjih zgodovinskih stavb je iz 17. do 19. stoletja. Številne so baročne cerkve, samostani, javne stavbe, pa tudi vrtovi z bujnim tropskim rastlinjem. |
| Jezuitski misijoni za Gvaranijce: San Ignacio Mini, Santa Ana, Gospa iz Loreta in Reducción de Santa María la Mayor, Argentina, Ruševine Sao Miguel das Missoes (Brazilija)* | Ruins of a stone church facade and tower | Rio Grande do Sul               | 1983                     | 275bis; iv (kulturno)           | V 17. in 18. stoletju so jezuiti zgradili več misijonov za ljudstvo Gvarani. Ostanki petih misijonov so navedeni kot ta svetovna dediščina. Sao Miguel das Missoes v Braziliji (na sliki) je bil neodvisno uvrščen na seznam leta 1983, štirje misijoni v Argentini pa so bili dodani leta 1984. Misijoni imajo različne postavitve in so v različnih stopnjah ohranjenosti, običajno vključujejo ostanke cerkva in samostanov, nasade, in temelje avtohtonih bivališč. |
| Zgodovinsko središče Salvador de Bahia | Town square, surrounded by colourful buildings in Portuguese colonial style, including a church                                             | Bahia                           | 1985                     | 309; iv, vi (kulturno)          | Kolonialno staro mestno jedro prve brazilske prestolnice (od 1549 do 1763) in mesto prve tržnice s sužnji v Novem svetu (1558), Salvador, je ohranilo številne živobarvne renesančne hiše, okrašene s štukaturo iz 16. do 18. stoletja. stoletja. Središče sladkorne industrije in veliko pristanišče je bilo stičišče evropskih, afriških in ameriških indijanskih kultur. Nekatere pomembne stavbe so: Salvadorska stolnična bazilika, Cerkev in samostan São Francisco, Salvador in cerkev tretjega reda gore Karmel. |
| Svetišče Bom Jesus de Matosinhos | Stairs leading to a white stone church with two towers. Sculptures are placed on walls in front of the church.                              | Minas Gerais                    | 1985                     | 334; i, iv (kulturno)           | Kompleks svetišča predstavlja vrh krščanske umetnosti v Latinski Ameriki. Cerkev iz druge polovice 18. stoletja je baročna z notranjščino v italijanskem rokokoju. Do cerkve se približa pot, ki pelje mimo sedmih kapel s polikromiranimi skulpturami, ki prikazujejo postaje križevega pota kiparja Aleijadinha. Zunanje stopnišče krasijo skulpture iz milnega kamna dvanajstih prerokov, tudi Aleijadinho. |
| Narodni park Iguasu | A large horseshoe shaped waterfall | Paraná                          | 1986                     | 355; vii, x (naravno)           | Iguasujski slapovi na istoimenski reki so eni izmed najbolj spektakularnih slapov na svetu. Raztezajo se čez 2700 m in imajo navpični padec 80 m. So se na meji med Brazilijo in Argentino, kjer je območje zavarovano kot ločena svetovna dediščina, narodni park Iguasu. Okolico sestavljajo Atlantski gozdovi Alto Paraná, ki je del Atlantskega gozda. Gozd je bogat z biotsko raznovrstnostjo in je dom velikim živalim, kot so tapir, veliki mravljinčar, orjaška vidra, ozelot, jaguar in jaguarundi. Od leta 1999 do 2001 je bilo območje uvrščeno med ogrožene zaradi nezakonito odprte ceste skozi park, jezov na reki in helikopterskih poletov. |
| Brasilia | Human sculptures and a hyperbolic shaped modern building with white ribs and glass, a night scene                                           | Zvezno okrožje Brazilija        | 1987                     | 445; i, iv (kulturno)           | Kot del svojega projekta modernizacije se je predsednik Juscelino Kubitschek odločil, da glavno mesto države preseli v novoustanovljeno mesto Brasilia. Mesto sta zasnovala arhitekta Lúcio Costa in Oscar Niemeyer, zgrajeno pa je bilo med letoma 1956 in 1960. Načrt mesta sledi konceptom modernistične arhitekture, kot jih je spodbujal Le Corbusier, v velikem obsegu in prilagojen okolju v tropskem podnebju. Nekatere pomembne stavbe so Stolnica v Brasilii (na sliki), palača nacionalnega kongresa in narodno gledališče Cláudio Santoro. |
| Narodni park Serra da Capivara | Rock painting in red of a four legged animal, a smaller four legged animal and a human figure                                               | Piauí                           | 1991                     | 606; iii (kulturno)             | Območje narodnega parka je bilo naseljeno že tisočletja in je eno najstarejših arheoloških najdišč v Ameriki. Obstaja več kot 300 najdišč s skalnimi poslikavami (primer na sliki), nekatera od njih so bila stara več kot 25.000 let. Starost teh risb je spremenila klasične teorije o začetnem naseljevanju Amerik skozi Beringov preliv. Izkopavanja so odkrila začetno prisotnost družb lovcev in nabiralcev ter pozneje keramično-kmetovalskih družb. |
| Zgodovinsko središče São Luís | A cobblestone street of old single-storied brightly colored houses                                                                          | Maranhão                        | 1997                     | 821; iii, iv, v (kulturno)      | São Luís, prvotno ustanovljen kot trdnjava s strani Francozov leta 1612, je odličen primer portugalskega kolonialnega mesta iz 17. stoletja, ki se je širil v naslednjih stoletjih. Zaradi obdobja gospodarske stagnacije v začetku 20. stoletja je ohranil celotno pravokotno zasnovo mesta in številne zgodovinske stavbe. Stavbe v tradicionalni portugalski kolonialni arhitekturi, prilagojene ekvatorialnemu okolju, imajo keramične ploščice azulejo, obdelane kamnite predmete, okrašene fasade in notranje terase. |
| Staro mestno jedro Diamantine | Old church, cobble stone streets and two-storied houses with white facades                                                                  | Minas Gerais                    | 1999                     | 890; ii, iv (kulturno)          | Mesto Diamantina iz 18. stoletja, ki leži v negostoljubnem in divjem gorskem okolju, je pritegnilo raziskovalce, ko so na tem območju odkrili diamante. V mestu so ohranjene številne stavbe v brazilskem baročnem slogu, ki so lesene in skromnejše kot v drugih brazilskih mestih. Mesto ponazarja prilagoditve evropskih kulturnih modelov brazilski notranjosti. |
| Atlantski gozdni rezervat Obala odkritja | View of vast forested landscape | Bahia, Espírito Santo           | 1999                     | 892rev; ix, x (naravno)         | Območje obsega osem zavarovanih območij z nekaterimi zadnjimi preostalimi Atlantskimi gozdovi. Ti gozdovi, ki so bili v preteklosti preko koridorjev povezani z ekosistemom Amazonskega bazena, kažejo zelo veliko živalsko in rastlinsko raznolikost s številnimi redkimi in endemičnimi vrstami, vključno z 21 vrstami vrečarjev, 21 vrstami primatov in 620 vrstami ptic. Na sliki je narodni park Monte Pascoal. |
| Jugovzhodni atlantski deževni gozdovi | Forested mountains topped by rocks | Paraná, São Paulo               | 1999                     | 893rev; vii, ix, x (naravno)    | Območje obsega 25 gozdnih rezervatov z nekaterimi zadnjimi preostalimi Atlantskimi gozdovi, enim najbolj ogroženih biomov na svetu. Tu so gosti gozdovi, mangrove, mokrišča, obalni otoki, kraške jame in gorski vrhovi. Območje je žarišče biotske raznovrstnosti, kjer je zabeleženih 120 vrst sesalcev in 350 vrst ptic ter eno najrazličnejših rastlin na svetu. Številne živalske in rastlinske vrste so endemične, številne pa so ogrožene. Nekatere vrste so jaguar, ozelot, pajčarka (Brachyteles arachnoides), levji tamarin (Leontopithecus caissara) in rdečerepa amazonka (Amazona brasiliensis). Na sliki je Serra do Mar. |
| Staro mestno jedro Goiása | Facade of a two-storied stone church, largely painted white/beige with red/brownish window frames                                           | Goiás                           | 2001                     | 993; ii, iv (kulturno)          | Goiás so v 18. stoletju ustanovili raziskovalcibandeirante kot prvo portugalsko naselje zahodno od demarkacijske črte, opredeljene v Tordesiljski pogodbi. Bilo je rudarsko mesto in je zadnji preostali primer naselja v brazilski notranjosti, kot se je izvajalo v 18. in 19. stoletju. Prikazuje prilagajanje evropskega naselja podnebju, topografiji in kulturnim omejitvam regije. Arhitektura je skromna, z uporabo lokalnih materialov in ljudskih tehnik. Nekatere pomembne stavbe so guvernerjeva palača, stolnica in livarna. |
| Zavarovano območje osrednje Amazonke | Satellite image of a wide river and smaller meandering tributaries running through a light green landscape                                  | Amazonas                        | 2000                     | 998bis; ix, x (naravno)         | To območje obsega štiri zavarovana območja v porečju Amazonke. Pokrajina se nenehno razvija zaradi rečnega delovanja z mozaikom rečnih kanalov, otokov in jezer. Območje je eno najbogatejših regij na svetu v smislu biotske raznovrstnosti. Ekosistemi vključujejo občasno poplavljene gozdove várzea in igapó, suhe gozdove, močvirja in plaže. Živali, ki tam živijo, so arapaima, orjaška vidra (Pteronura brasiliensis), amazonska morska krava (trichechus inunguis), črni kajman (Melanosuchus niger), jaguar, Harpijski orel, Orinoška pliskavka in tucuxi (Sotalia fluviatilis). Obstaja tudi 64 vrst električnih rib. Narodni park Jaú je bil neodvisno uvrščen na seznam leta 2000. Leta 2003 je bilo območje preimenovano v trenutno ime in razširjeno tako, da vključuje rezervat za trajnostni razvoj Mamirauá, narodni park Anavilhanas in rezervat za trajnostni razvoj Amana. |
| Zavarovano območje Pantanal | Plain with forests, grassland, rivers and many lakes                                                                                        | Mato Grosso, Mato Grosso do Sul | 2000                     | 999; vii, ix, x (naravno)       | To območje obsega štiri zavarovana območja v Pantanalu, enem največjih sladkovodnih mokrišč na svetu. V deževnem obdobju se reke Pantanala razlijejo in poplavijo velika območja, v sušnem obdobju pa se vode umaknejo in pustijo številna začasna jezera. Poplave omogočajo ribam prehod med porečji in distribucijo hranil. Območje je dom številnim vrstam vodnih rastlin, kot so lokvanji, in predstavljajo oster kontrast rastlinam polsušnih pokrajin sosednjih gora. Med velikimi živalmi, ki živijo v parku, so jaguar, orjaška vidra, veliki mravljinčar, močvirski jelen in hijacintna ara. |
| Brazilski atlantski otoki: rezervata Fernando de Noronha in Atol das Rocas                                                                                                   | Rocky coast interspersed by sand beaches.                                                                                                   | Pernambuco, Rio Grande do Norte | 2001                     | 1000rev; vii, ix, x (naravno)   | Otočje Fernando de Noronha (na sliki) in Atol das Rocas, edini atol v južnem Atlantiku, sta vrhova podmorskega grebena in eden redkih otoških habitatov v regiji. Kot taka zagotavljata pomemben habitat za tropske morske ptice, gnezdišča za pravo kareto (Eretmochelys imbricata) in orjaško črepaho (Chelonia mydas), pa tudi prehranjevalno območje za ribe in morske sesalce. Otoki podpirajo edini primer Atlantskega gozda in edine oceanske mangrove v južnem Atlantiku. |
| Zavarovana območja Cerrado: narodnani parka Chapada dos Veadeiros in Emas | Araras on a tree in a savanna | Goiás                           | 2001                     | 1035bis; ix, x (naravno)        | Narodna parka Chapada dos Veadeiros in Emas (na sliki) predstavljata Cerrado, enega najstarejših in najbolj biotsko raznovrstnih tropskih biomov na svetu. Regija ima dva dobro opredeljena letna časa, suhega in mokrega. Pogosti so požari, zemlja pa je revna s hranili. Posledica tega so različne prilagoditve živalskih in rastlinskih vrst. Zaradi osrednje lege in različnih nadmorskih višin sta območji služili kot zatočišče vrstam v obdobjih podnebnih sprememb. Velike živali v parkih so jaguar, veliki mravljinčar, veliki pasavec, grivasti volk, pampaški jelen in nandu. Leta 2019 je prišlo do manjše spremembe meja območja. |
| Trg São Francisco v mestu São Cristóvão | White church on a square | Sergipe                         | 2010                     | 1272rev; ii, iv (kulturno)      | Trg v mestu São Cristóvão je redek primer urbanističnega načrtovanja v času Iberske unije, ko sta bili Španija in Portugalska v 16. in 17. stoletju združeni pod eno samo krono. Stavbe predstavljajo fuzijo obeh kolonialnih slogov. Stavbe iz tega obdobja so deželna palača, cerkev in samostan Santa Cruz (na sliki) ter bolnišnica in cerkev Misericórdia. Ansambel obdajajo hiše iz 18. in 19. stoletja |
| Rio de Janeiro: Pokrajine Carioca med goro in morjem | A view of Rio from above with the Christ the Redeemer                                                                                       | Rio de Janeiro                  | 2012                     | 1100rev: v, vi (kulturno)       | Rio de Janeiro je v pokrajini izjemne naravne lepote med morjem in gorami, prekritimi z bujnimi gozdovi. To okolje je oblikovalo razvoj mesta in navdihnilo umetnost, glasbo in literaturo. Območje svetovne dediščine obsega kulturne krajine v mestu in okolici, tudi narodni park Tijuca, botanične vrtove, ustanovljene leta 1808, goro Corcovado s kipom Kristusa Odrešenika, Sladkorna glava in zalivom Copacabana. |
| Moderni kompleks Pampulha | White modernist church in front of a lake                                                                                                   | Minas Gerais                    | 2016                     | 1493; i, ii, iv (kulturno)      | Modernistični urbanistični projekt okoli umetnega jezera Pampulha v Belo Horizonteju je leta 1940 ustvaril arhitekt Oscar Niemeyer v sodelovanju s krajinskim arhitektom Robertom Burle Marxom in inženirjem Joaquimom Cardozom. Kompleks je obsegal cerkev Frančiška Asiškega (na sliki), jahtni klub za golf, igralnico in plesno dvorano, zadnji dve pa se zdaj uporabljata kot muzej in referenčni arhitekturni center. Projekt vrtnega mesta, ki je raziskoval kreativno uporabo betona in poudarjal interakcijo med stavbami in naravnim okoljem, je vplival na oblikovanje arhitekture držav Latinske Amerike. |
| Arheološko najdišče pristanišče Valongo | Ruins in different layers with modern city in the background                                                                                | Rio de Janeiro                  | 2017                     | 1548; vi (kulturno)             | Pristanišče je bilo zgrajeno leta 1811 v središču Ria de Janeira in je služilo kot vstopna točka za približno 900.000 afriških sužnjev v Južno Ameriko. Prvotni pomol Valongo je bil zgrajen na plaži s tlakovanjem iz klesanih kamnov različnih oblik in velikosti v tako imenovanem slogu pé de moleque. Nad njim je bil leta 1843 zgrajen Empress’ Wharf. Mesto je bilo izkopano leta 2011 in odprto za javnost. Sosednje strukture pomola, kot so skladišča, karantenski objekti, lazaret in pokopališče, so izgubljene ali pa imajo ohranjene podzemne ostanke. |
| Paraty in Ilha Grande - kultura in biotska raznovrstnost | View of a colonial-era town with a church at the coast                                                                                      | Rio de Janeiro, São Paulo       | 2019                     | 1308rev; v, x (mešano)          | To območje obsega zgodovinsko središče Paratyja (na sliki) in štiri zavarovana območja z Atlantskimi gozdovi. Ekosistemi se raztezajo od morske gladine do razgibanih vrhov Serra do Mar nad 2000 m. Predstavljajo žarišče biotske raznovrstnosti s 450 vrstami ptic in 150 vrstami sesalcev. Obstaja visoka stopnja endemizma. Mesto Paraty je bilo končna točka poti zlata iz rudnikov v notranjosti in vstopna točka za afriške sužnje. Mesto je ohranilo večino svojega urbanističnega načrta in kolonialne arhitekture iz 18. in 19. stoletja. Kulturno krajino oziroma regijo so že od prazgodovine oblikovale lokalne skupnosti Tupi–Gvarani, ki so se zanašale na ribolov. Kasneje so skupnosti pobeglih sužnjev, kilombolov, ustvarile svojo kulturo. |
| Sítio Roberto Burle Marx | Garden with rocks, water pond, and tropical plants                                                                                          | Rio de Janeiro                  | 2021                     | 1620; ii, iv (kulturno)         | Posestvo v Barra de Guaratiba, predmestju Ria de Janeira, je pripadalo arhitektu in naravoslovcu Robertu Burle Marxu (1909-1994). Burle Marx je kot krajinski oblikovalec eksperimentiral z uporabo avtohtonih tropskih rastlin v modernistični arhitekturi. Posestvo gosti 3500 vrst rastlin, ki predstavljajo različne biome Brazilije, vključno z atlantskim gozdom, močvirjem mangrov in restingo, tropskimi peščenimi ravninami. Delo Burle Marxa je vplivalo na krajinske oblikovalce v številnih tropskih parkih in vrtovih po vsem svetu. |
| Narodni park Lençóis Maranhenses | | Maranhão                        | 2024                     | Naravno: (vii)(viii)            | Narodni park Lençóis Maranhenses (LMNP), ustanovljen z odlokom 86.060 2. junija 1981, je označen kot največje območje peščenih sipin v Južni Ameriki. Obsega površino 155 tisoč hektarjev, od tega 90 tisoč premičnih sipin in lagun, ki jih tvorijo te sipine. Je na vzhodni obali zvezne države Maranhão in zajema tri občine: Barreirinhas, Santo Amaro in Primeira Cruz. LMNP je zvezno zavarovano območje, njegovo upravljanje pa izvaja Inštitut Chico Mendes za ohranjanje biotske raznovrstnosti – ICMBio. |
| Kanjon reke Peruaçu | Path through a canyon with Karst formations                                                                                                 | Minas Gerais                    | 2025                     | 1747; vii, viii (naravno)       | V kraškem kanjonu so najdene skalne poslikave in drugi sledovi prazgodovinske poselitve, ki segajo v 10. tisočletje pred našim štetjem. V njem živijo ogrožene živalske in rastlinske vrste. V bližini je indijanski rezervat Xakriabá. |

## Poskusni seznam
Poleg območij, vpisanih na Seznam svetovne dediščine, lahko države članice vodijo seznam začasnih območij, ki jih lahko upoštevajo pri nominaciji. Nominacije za seznam svetovne dediščine so sprejete le, če je bilo območje predhodno uvrščeno na poskusni seznam. Brazilija ohranja 23 nepremičnin na svojem poskusnem seznamu.
| Kraj                                                                               | Slika                                                                                           | Lokacija                  | Leto uvrstitve na seznam | Unescova referenca in kriteriji       | Opis |
| ---------------------------------------------------------------------------------- | ----------------------------------------------------------------------------------------------- | ------------------------- | ------------------------ | ------------------------------------- | --- |
| Samostan São Bento                                                                 | A church building with two bell towers                                                          | Rio de Janeiro            | 1996                     | i, ii, iv (kulturno)                  | Benediktinski samostan je iz začetka 17. stoletja. Poznejši dodatki v 18. in 19. stoletju so bili izvedeni v skladu z izvirno arhitekturo. Notranjost je okrašena z lesenimi rezbarijami in slikami. |
| Palača Gustava Capanema                                                            | A modernist high building with water tanks on the top                                           | Rio de Janeiro            | 1996                     | i, ii, iv (kulturno)                  | Stavba, prvotno znana kot stavba ministrstva za izobraževanje in zdravje, je bila prvi modernistični projekt v Braziliji in je bila pomembna z vidika arhitekturnega razvoja modernizma v Braziliji. Med letoma 1937 in 1945 ga je zgradila ekipa arhitektov Lucio Costa, Oscar Niemeyer, Affonso Eduardo Reidy, Ernani Vasconcellos, Carlos Leão in Jorge Machado Moreira po načrtih Le Corbusierja. Vrtove je zasnoval Roberto Burle Marx, notranjo dekoracijo s freskami pa Candido Portinari. |
| Narodni park Pico da Neblina                                                       | A mountain with a pointy summit rising above rainforest                                         | Amazonas                  | 1996                     | vii, ix, x (naravno)                  | Park, ki je na meji z Venezuelo, obsega ekvatorialne deževne gozdove in oblačne gozdove na pobočjih gora. Območje je bogato z živalmi. V parku je najvišja brazilska gora Pico da Neblina, visoka 2995 m (na sliki).. |
| Narodni park Serra da Bocaina                                                      | Hills covered by tropical vegetation and sea in the background                                  | São Paulo, Rio de Janeiro | 1996                     | vii, x (naravno)                      | Park, ki je med mestoma São Paulo in Rio de Janeiro, obsega Atlantske gozdove. Je bogat z biotsko raznovrstnostjo in je eno redkih zavarovanih gozdnih območij ob brazilski obali. |
| Biološki rezervat Atol Rocas                                                       | Satellite image of an atoll                                                                     | Rio Grande do Norte       | 1996                     | vii, ix (naravno)                     | Atol Rocas (na satelitski sliki) je edini atol v južnem Atlantiku. Je pomemben habitat za morske ptice in morske želve. Mesto je bilo leta 2001 vpisano na seznam svetovne dediščine kot Brazilski atlantski otoki: rezervata Fernando de Noronha in Atol das Rocas. |
| Ekološka postaja Taim                                                              | Marshes and a lagoon with low vegetation                                                        | Rio Grande do Sul         | 1996                     | ix, x (naravno)                       | Območje blizu meje z Urugvajem obsega obalne lagune, vključno z laguno Mirim, močvirja in oceanske plaže s peščenimi sipinami. Je pomemben življenjski prostor za ptice in nutrije. Močvirja se uporabljajo za pašo in obdelovanje, kar predstavlja nevarnost za okolje. |
| Ekološka postaja Raso da Catarina                                                  | A boat crossing a water-filled canyon, sparse vegetation on the banks                           | Bahia                     | 1996                     | vii, ix (naravno)                     | Ekološka postaja varuje eno najbolj sušnih območij Brazilije. Je eden zadnjih preostalih primerov bioma Caatinga, grmovja in trnovega gozda s kaktusi, ki se je nekoč raztezal po vsej severovzhodni Braziliji, a se je od takrat zmanjšal zaradi človeške dejavnosti. |
| Narodni park Anavilhanas                                                           | Aerial photo of islands on a river, covered by lush vegetation                                  | Amazonas                  | 1998                     | vii, ix, x (naravno)                  | Anavilhanas obsega arhipelag rečnih otokov na reki Rio Negro, pritoku Amazonke. Otoki so nastali z kopičenjem sedimentov z Gvajanskega ščita. Vegetacija je reprezentativna za amazonski biom z gozdovi Igapó, poplavljenimi s črno vodo, ter nižinskimi in podgorskimi gozdovi na dvignjenih območjih. Reka je dom Orinoške pliskavke in amazonske morske krave. |
| Narodni park Serra do Divisor                                                      | Tropical forests with a river, aerial photo                                                     | Acre                      | 1998                     | vii, viii, ix, x (naravno)            | Središče parka je gričevnata planota, ki ločuje porečji Ucayali in Jurua. Vegetacija vključuje poplavljene gozdove Igapó, pa tudi nižinske in podgorske gozdove na dvignjenih območjih. Najvišji vrhovi segajo do 600 m. Območje je bogato z biotsko raznovrstnostjo. Tradicionalne skupnosti, ki živijo znotraj meja parka, se ukvarjajo z zbiranjem kavčuka. |
| Narodni park Serra da Canastra                                                     | Visitors looking at a waterfall                                                                 | Minas Gerais              | 1998                     | vii, ix, x (naravno)                  | Park, ki je v gorovju Canastra, obsega dve izolirani planoti, ločeni z dolino. Obstajajo številni potoki in slapovi. Vegetacija je značilna za biom Cerrado, z nizko grmičasto savano, visoko gozdnato savano in galerijskim gozdom. Pred ustanovitvijo narodnega parka so bili deli parka z bogatejšo prstjo namenjeni pašnikom in kmetijstvu. Živali, ki živijo na tem območju, so grivasti volk, veliki mravljinčar in veliki pasavec. |
| Območje varstva okolja Cavernas do Peruaçu (APA) / Državni park Veredas Do Peruaçu | Rocky formations and a large natural bridge                                                     | Minas Gerais              | 1998                     | iii, iv, v, vii, viii, ix, x (mešano) | Reka Peruaçu, ena redkih stalnih rek na tem območju, je skozi apnenčasti masiv izdolbla 20 km dolg predor. Deli stropa so se od takrat zrušili, kar je povzročilo reliefne oblike, kot so kanjoni, jame, galerije in naravni mostovi. Vegetacija obsega gozdove Caatinga in je eno zadnjih preostalih suhih gozdnih območij v osrednji Braziliji. Favna je bogata z vrstami Cerrado. Skupnosti lovcev in nabiralcev so vodni viri pritegnili že v 10. tisočletju pred našim štetjem. Na stenah kanjona so pustili bogato skalno umetnost v različnih slogih.                                                                                |
| Narodni park Serra da Capivara in trajna ohranitvena območja                       | Rugged landscape with eroded rocks and some vegetation                                          | Piauí                     | 1998                     | iii, iv, vii, viii, ix, x (mešano)    | Mesto je bilo leta 1991 uvrščeno na seznam svetovne dediščine zaradi kulturnega pomena s prazgodovinsko umetnostjo na skalah. Ta nominacija razširja območje na njegov naravni pomen, in sicer geološke formacije s kanjoni, grapami in jamami ter vegetacijo Caatinga. Območje je dom jaguarja, pume in petih vrst pasavcev. |
| Kulturna krajina Paranapiacaba: Vasi in železniški sistem v gorovju Serra do Mar   | Railway in a tropical setting with lush vegetation                                              | São Paulo                 | 2014                     | (kulturno) (i)(ii)(iv)                | Paranapiacaba je bila ustanovljena kot mesto podjetja za zaposlene na železnici São Paulo, zasebnem britanskem železniškem podjetju. V 1860-ih je bila zgrajena vzpenjača za prevoz potnikov in kavnih zrn, proizvedenih v Jundiaíju, skozi Serra do Mar do pristanišča Santos. Bila je prva železnica v Braziliji in pospešila razvoj São Paula. Druga tirna vzpenjača je bila zgrajena na prelomu 20. stoletja. Gradnja proge, ki prečka gore, prekrite z obalnimi gozdovi Serra do Mar, je bila zaradi zahtevne geografije zahtevna naloga. Paranapiacaba je bila zasnovana po urbanih in sanitarnih standardih delavskih vasi v Evropi. |
| Ver-o-peso                                                                         | Market buildings, including a blue one with spires, at a riverfront                             | Pará                      | 2014                     | ii, iii, iv, vi (kulturno)            | Ver-o-Peso je tržnica na prostem ob reki v mestu Belém. Njeni začetki segajo v sredino 17. stoletja. Že stoletja je služila kot prehod v amazonsko regijo in je imela pomembno vlogo pri izmenjavi ljudi, umetnosti in kmetijskih proizvodov med različnimi skupnostmi. Urbani ansambel zaznamuje eklektična arhitektura, ki jo navdihuje Evropa, z več secesijskimi stavbami iz montažnih železnih plošč. |
| Gledališča Amazonije                                                               | A large theatre building with a pink facade and a tile-covered dome                             | Amazonas, Pará            | 2015                     | ii, iv, vi (kulturno)                 | Ta nominacija vključuje dve gledališči, zgrajeni v dveh glavnih mestih v amazonskem bazenu v času Belle Époque, konec 19. stoletja. Predstavljata blaginjo, ki jo je prinesel amazonski gumarski boom, in željo lokalne družbe po prilagajanju sodobnim evropskim standardom. Amazonsko gledališče (na sliki) v Manausu ima okraske, ki jih je navdihnila narava amazonskega pragozda, na vrhu pa je železna kupola, prekrita z večbarvnimi glaziranimi luskami. Theatro da Paz v Belému je neoklasicistična stavba. Strop krasijo poslikave, ki predstavljajo figure iz grške in rimske mitologije v amazonskem okolju.                    |
| Ansambel brazilskih trdnjav                                                        | A fort on an island, close to the coast                                                         | več lokacij               | 2015                     | ii, iv (kulturno)                     | Ta nominacija obsega niz 19 trdnjav, ki so jih zgradili Portugalci v Braziliji v obdobju kolonialne širitve in utrjevanja oblasti med 16. in 19. stoletjem. Namenjene so bile bolj zadovoljevanju potreb domačinov kot domovine. Na stotine trdnjav je bilo zgrajenih zlasti za reševanje groženj drugih kolonialnih sil in domorodnih ljudstev. Izhajale so iz različnih evropskih vplivov, vendar so bile manj dodelane in tehnološko napredne kot njihove evropske sodobnice. Na sliki je Fortaleza de Santo Amaro da Barra Grande. |
| Jez Cedro v monolitih Quixadá                                                      | A dam on a river with elaborate iron railings, large stone formations in the background         | Ceará                     | 2015                     | iv (kulturno)                         | Jez Cedro je bil zgrajen na prelomu 19. stoletja kot prvo večje hidravlično delo v Južni Ameriki in prvi večji projekt brazilske vlade v Caatingi. Zgrajen je bil, da bi ublažil sušo in spodbudil pridelavo bombaža v sušni regiji. Lok jezu je dolg 415 m in visok 20 m. Uspeh jezu, ki zagotavlja varnost vode, je povzročil podobne projekte zajezitve in povečanje prebivalstva v regiji. Okolica jezu je zanimiva sama po sebi s številnimi monoliti nenavadnih oblik. Pedra da Galinha Choca je prikazana v ozadju jezu. |
| Geoglifi Acre                                                                      | Large geoglyphs with geometric shapes (square, circle) on a deforested land. Aerial photograph. | Acre                      | 2015                     | iii, iv, v (kulturno)                 | Geoglifi, velike zemeljske izkopane strukture z nizkimi zidovi in jarki, večinoma izvirajo iz 1. tisočletja našega štetja. V zahodni Amazoniji je več kot 300 arheoloških najdišč z geoglifi, z več kot 400 posameznimi zemeljskimi deli. Običajno imajo geometrijske oblike, kot so kvadrati in krogi. Po interpretaciji raziskovalcev so bili namenjeni družabnim ali obrednim srečanjem, nekateri pa so bili tudi bivalni. Velikost in število geoglifov kažeta na visoko gostoto prebivalstva v regiji predkolonialne Brazilije. |
| Itacoatiaras reke Ingá                                                             | A large rock with abstract rock carvings                                                        | Paraíba                   | 2015                     | i, iii (kulturno)                     | Ingá Stone je velik skalni osamelec v reki Ingá. Pokrito je z vklesanimi kamninami, ki so bile ocenjene na čas od približno 10.000 pr. n. št. do 1400 n. št. V nasprotju z antropomorfnimi in zoomorfnimi motivi skalne umetnosti podobne starosti z drugih arheoloških najdišč po svetu so tu rezbarije večinoma nefigurativne. Motivi vključujejo spirale, puščice in skupke pik, ki so jih raziskovalci interpretirali kot zvezde. Na tem območju je še nekaj drugih znamenitosti s kamnito umetnostjo. |
| Fundacija Oswaldo Cruz                                                             |                                                                                                 | Rio de Janeiro            | 2024                     | (kulturno) (ii)(vi)                   | Fundacija Oswalda Cruza (Fundação Oswaldo Cruz – Fiocruz, v portugalščini) izvira iz Zveznega inštituta za serumsko terapijo (Instituto Soroterápico Federal, v portugalščini), ustanovljenega leta 1900 na občinskih kmetijskih zemljiščih Manguinhos, v takratnem zveznem glavnem mestu države (Rio de Janeiro), za proizvodnjo serumov in cepiv proti bubonski kugi, ki je prejšnje leto prispela v Brazilijo prek pristanišča Santos (São Paulo). |
| Chapada do Araripe                                                                 |                                                                                                 | Ceará, Pernambuco, Piauí  | 2024                     | Mešano: (iii)(vi)(viii)               | Chapada do Araripe leži med vzporednikoma 7 in 8° južne zemljepisne širine ter poldnevnikoma 39° in 41° zahodne zemljepisne dolžine Greenwicha. To je osrednja planota, ki tvori ozemlje, ki obsega tri brazilske države na severovzhodu države: Ceará, Pernambuco in Piauí. Zaradi svoje geomorfologije deluje kot razvodje med hidrografskimi bazeni reke Jaguaribe na severu, reke São Francisco na jugu in reke Parnaíba na zahodu. |